# Intellivision
Intellivision és una videoconsola de joc de segona generació, produïda el 1979 per Mattel i comercialitzada mundialment entre 1980 i 1990. La Intellivision (mot creuat d'intelligent television) competí amb la Magnavox Odyssey 2 i, sobretot, l'Atari VCS, que dominava el mercat en auge dels videojocs; de fet, Mattel legitimà el sector gràcies al reconeixement del seu nom com a fabricant de ninots de joguet com Barbie o He-Man.
La consola comptava amb dos gamepads no separables, cada un amb nou botons numèrics i un dial —el primer thumbstick— capaç de detectar setze direccions, i encara que la consola era tècnicament superior a l'Atari 2600 i destacà per la qualitat dels jocs deportius —en especial pels de beisbol—, la falta d'adaptacions de recreatives i el fet que molts dels títols originals foren pensats per a dos jugadors humans i no per a jugar a soles feu que no aconseguira guanyar la primera competició entre dos sistemes de la història dels videojocs.
No obstant això, la Intellivision fon la primera consola amb un processador de 16 bits, veus digitalitzades, sintetizador de sons i altres innovacions; l'any 2018, enmig de la moda de miniconsoles retro, Intellivision Entertainment (l'empresa propiètaria dels drets) anuncià la creació d'un nou aparell hereu de l'original, desvelat el primer d'octubre del mateix any.

## Cronologia

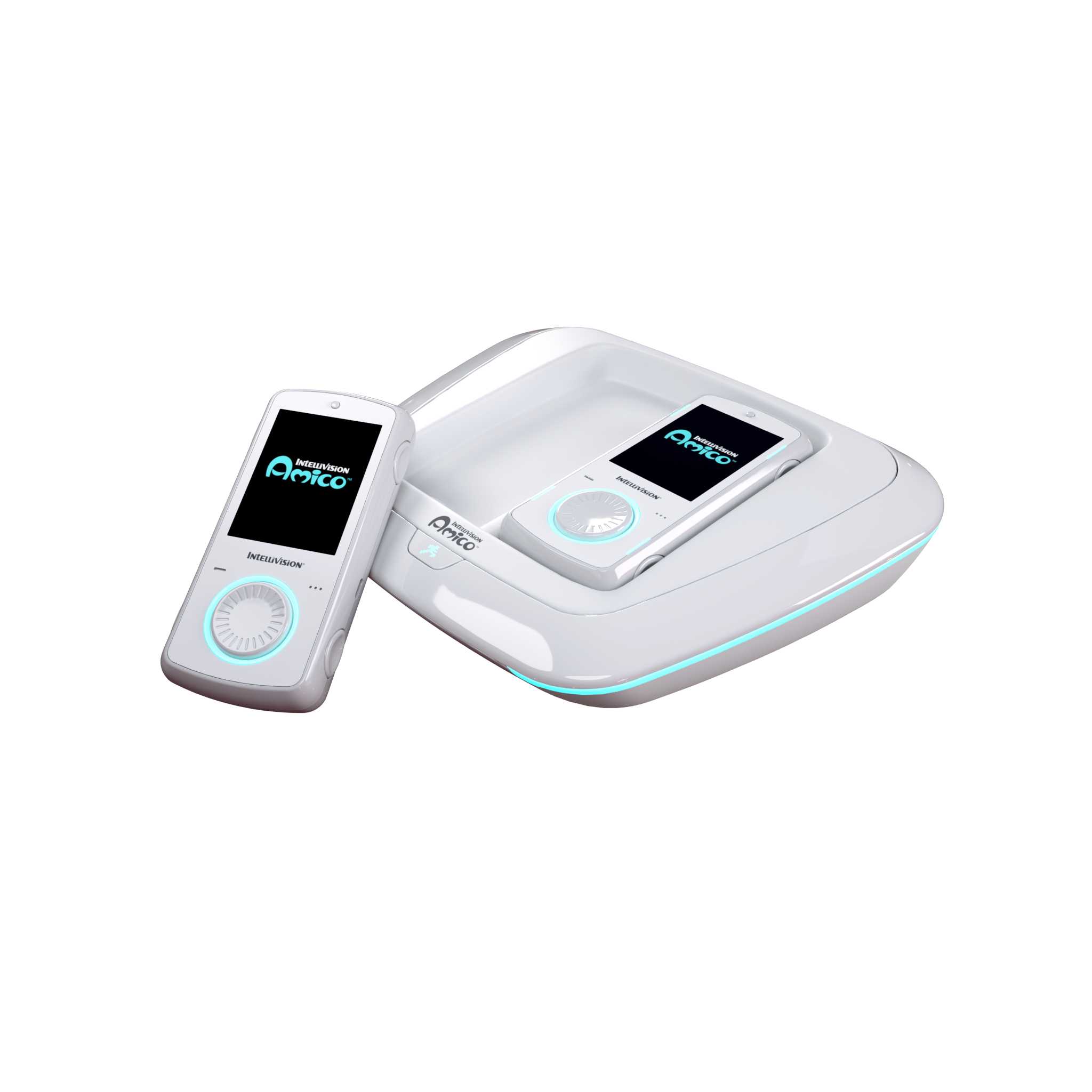
Maqueta digital de l'Amico

En vore l'èxit de l'Atari, Mattel decidí crear la seua pròpia consola, però no tenien divisió electrònica pròpia, per la qual cosa treballaren amb l'empresa APh Technological Consulting de Pasadena (Califòrnia) per a fer una sèrie de maquinetes LCD i, en acabant, mamprendre el projecte d'una consola casolana.
A les acaballes de l'any 1979, Mattel comercialitzà una quantitat limitada de consoles a Fresno (ciutat de Califòrnia) amb només quatre jocs disponibles, abans de llançar-la a escala nacional en 1980 a un preu de 299 dòlars amb el joc Las Vegas Poker & Blackjack.
un any després, amb cent setanta-cinc mil unitats venudes, el catàleg de jocs era de díhuit títols i l'empresa veié viable obrir la seua pròpia divisió de programari, Mattel Electronics, ja que fins llavors tenia subcontractada APh; el 1982, altres companyies com Activision o Imagic començaren a publicar llurs jocs per a Intellivision, alhora que entrava al mercat japonés.
Fins i tot Coleco i Atari, competidores directes, produïren jocs per a Intellivision.
Perifèrics
Mattel tenia previst oferir un teclat, el Keyboard Component, que a més inclouria cassetera, connexió d'impressora i 64K de RAM, però per defectes de fabricació hagueren d'ajornar la comercialització fins que la Comissió Federal de Comerç decidí multar-los amb deu mil dòlars per cada dia que no eixira a la venda, fins que el projecte va ser abandonat definitivament, amb les pèrdues consegüents.
El 1982 eixí l'Intellivoice, un suplement que afegia veus digitalitzades a alguns jocs, ja que la capacitat habitual dels cartutxs (entre 4 i 8 kilobytes) no era suficient per a incloure'n; només hi hagueren quatre jocs compatibles amb este perifèric: Space Spartans, Bomb Squad, B-17 Bomber, i Tron: Solar Sailer (del qual se'n vengueren noranta mil unitats).
Altres models
Mattell llicencià la fabricació de la consola a altres productors, que la comercialitzaren amb marques com TandyVision o GTE-Sylvania Intellivision; el 1983 llançà el model Intellivision II, més compacte i en color blanc, però amb l'inconvenient que la font d'alimentació era de 16,2 volts (un voltatge atípic que feia difícil trobar transformadors de recanvi en cas de necessitat):
la creació del model II responia a l'augment de competència en el sector, que a més d'Atari s'hi havien afegit Coleco i Milton Bradley, però totes patiren la crisi dels videojocs de 1983 i Mattel acabà tancant la seua divisió electrònica i venent els drets d'Intellivision a INTV Corp, que encara continuà produint jocs fins a 1991; el catàleg històric de jocs per a la consola es xifra en cent vint-i-cinc jocs, però la falta de títols de renom va fer que no aconseguira guanyar a l'Atari 2600.

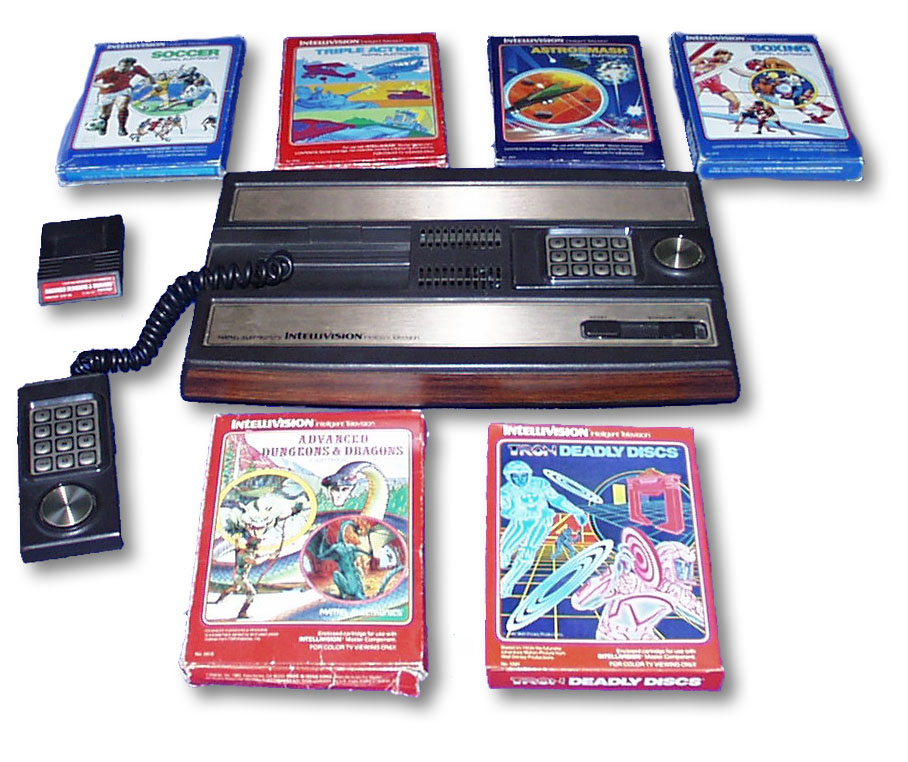
Consola i jocs
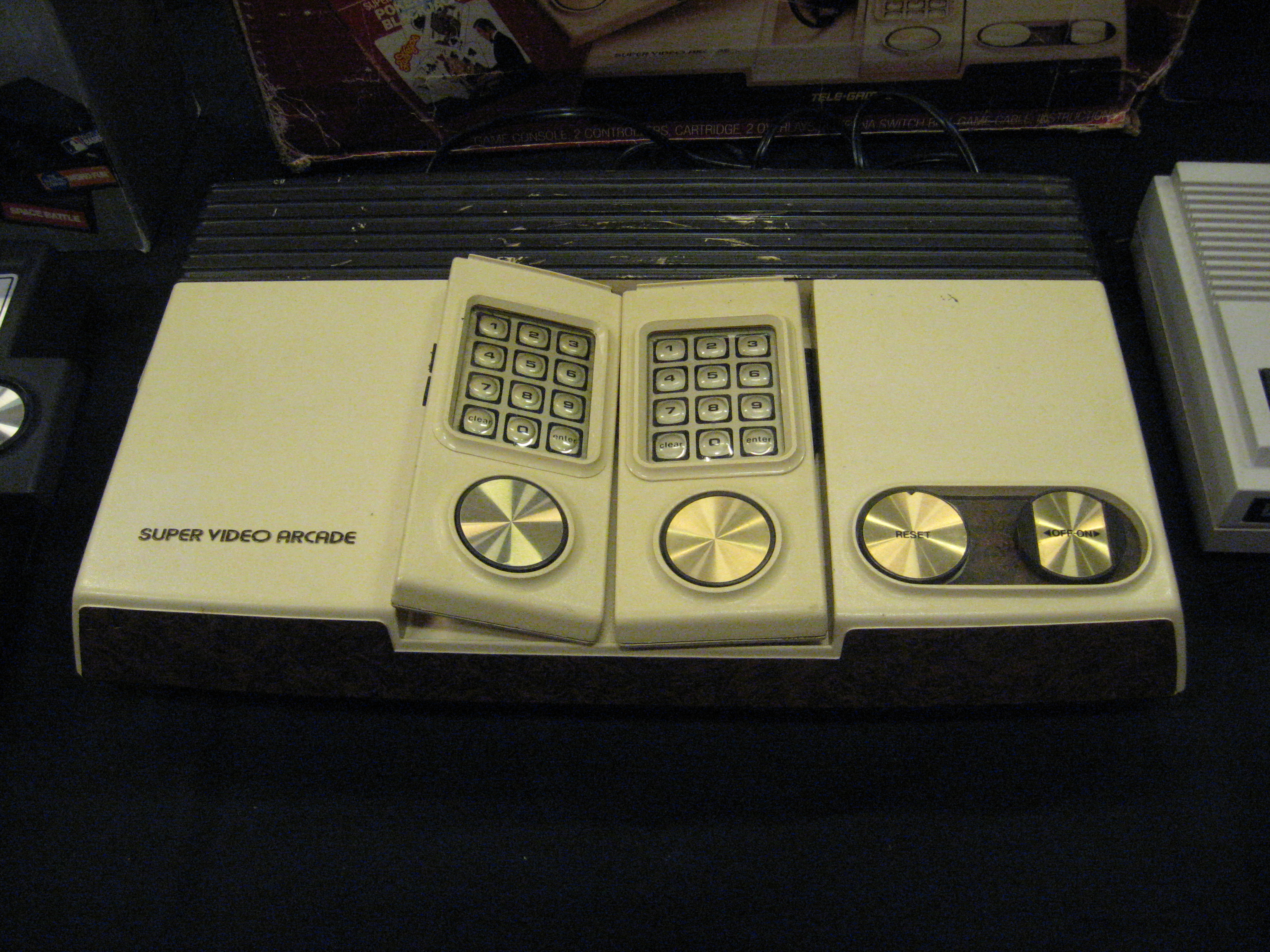
Super Video Arcade
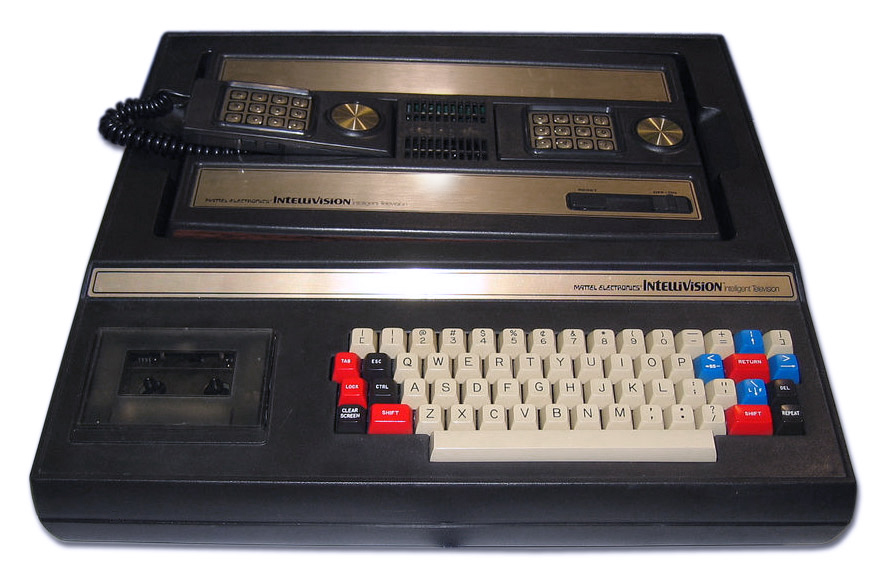
El teclat Blue Whale
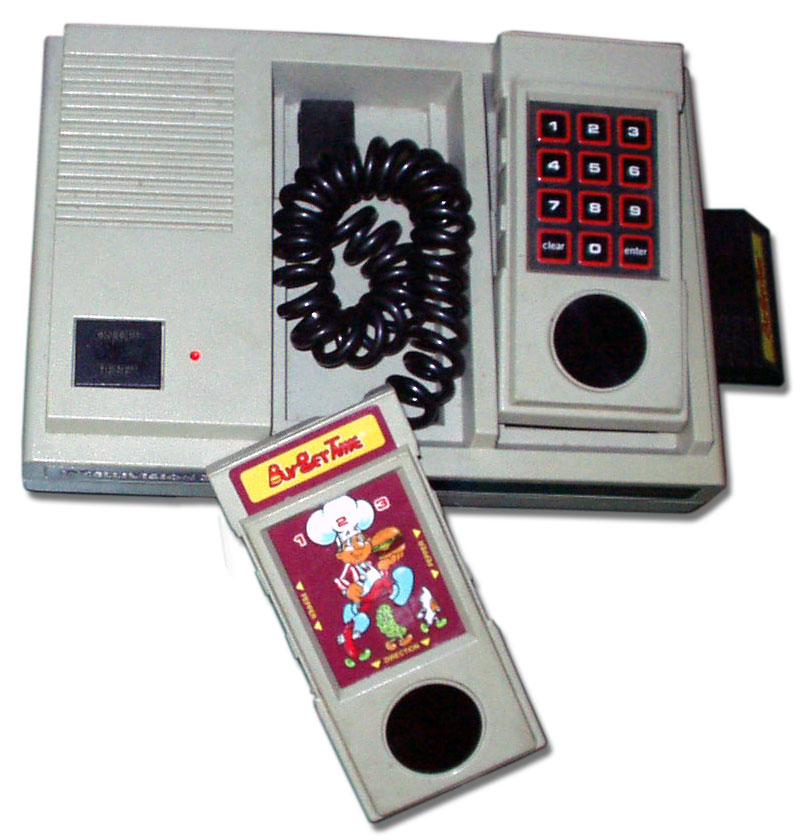
Intellivision II

## Intellivision Amico
Al 2020, una campanya privada de micromeceneatge presentà la Intellivision Amico, una consola basada en el concepte de l'original, però malgrat la consecució del finançament, l'empresa productora en retardà la comercialització any rere any, fins admetre a les acaballes del 2023 que no tenia prou fons per a fabricar-la; no obstant, oferí als mecenes una experiència en forma d'aplicació per a Android amb dos dels jocs anunciats.